# UAZ Patriot
El UAZ Patriot es un campero todoterreno de media configuración (SUV), hecho por el fabricante ruso UAZ, una división de Sollers JSC. Lanzado al mercado en el año 2005, el uso extensivo de partes de fabricación foránea (las que finalmente le dieron al UAZ la posibilidad de reemplazar sus notorias transmisiones con unas de manufactura surcoreana), aumentar su capacidad, incrementando sus capacidades off road, y el darle un precio muy asequible (menos de US$15,000), y al que se le predicen buenas ventas en Rusia. Ya han sido manufacturadas más de 12,011 unidades, las que se han vendido tan solo en el año 2007.

## Especificaciones técnicas

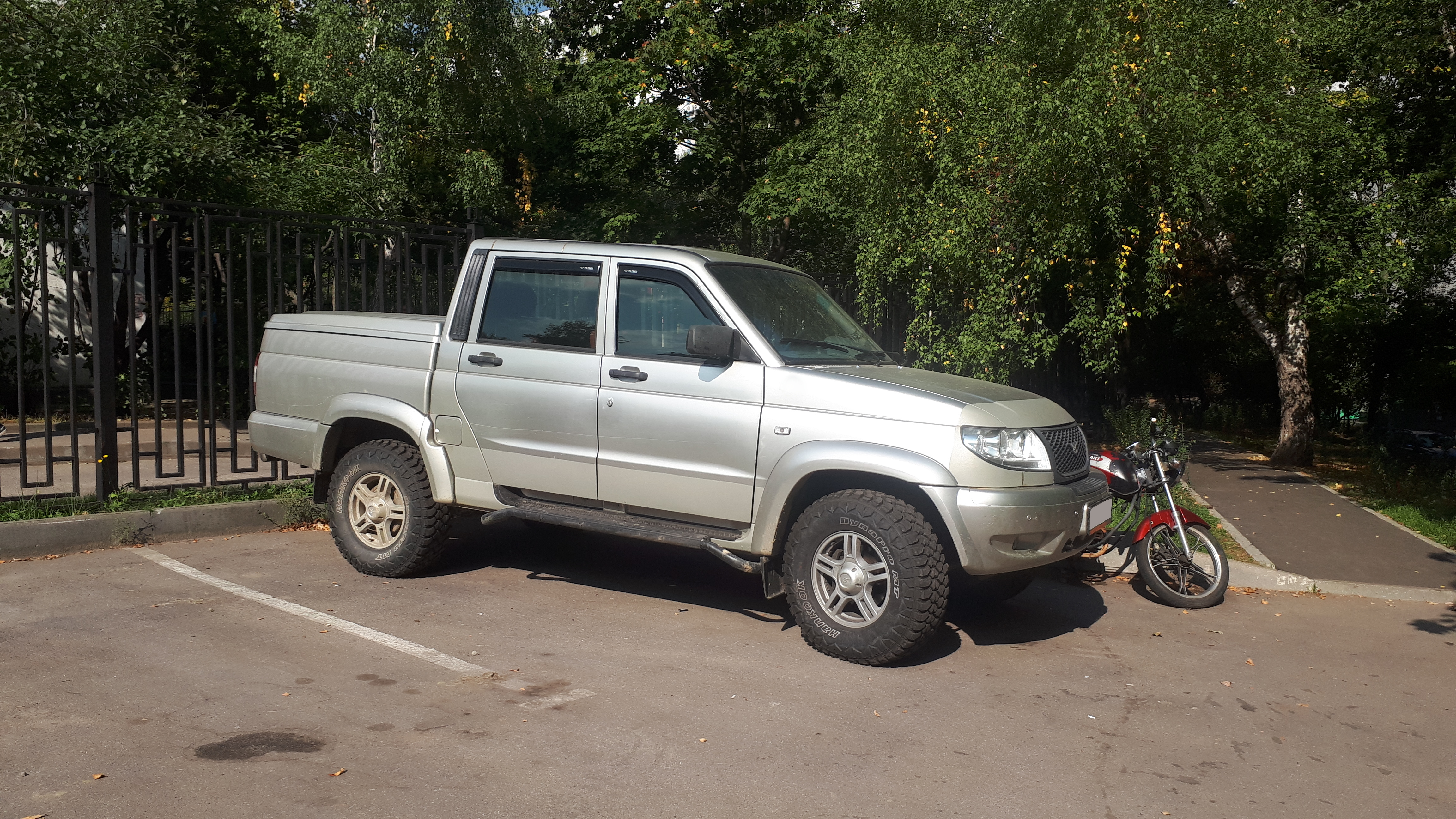
UAZ-23632

- Número de asientos: 5 y 7 en la versión extendida.
- Altura al suelo: 210 mm (8,3 pulgadas)
- Capacidad de carga: 800 kg (1764 libras)
- Motorización:

- ZMZ-409.10 a gasolina: 98 HP (73 kilovatios)
- Iveco F1A a Diésel: 116 HP (87 kilovatios)

- Volumen portaequipaje: 2693 L (711,4 galones americanos)
- Potencia máxima: 128 CV (94 kilovatios) a 4400 rpm
- Torque Máximo: 217,6 Nm (22,2 kgm; 160 lb-pie) a 2500 rpm
- Caja de marchas: 5 velocidades adelante, 2 de sobrealimentación (I-1, II-1,94)
- Frenos

- Frontales: frenos de disco, ventilados, cada uno con dos cilindros, de caliper flotante.
- Traseros: frenos de tambor, cada uno con un cilindro, de ajuste automático de elevación entre el límite y el tambor.

- Neumáticos: 225/75R16, 245/70R16